# Bolsas de nicotina

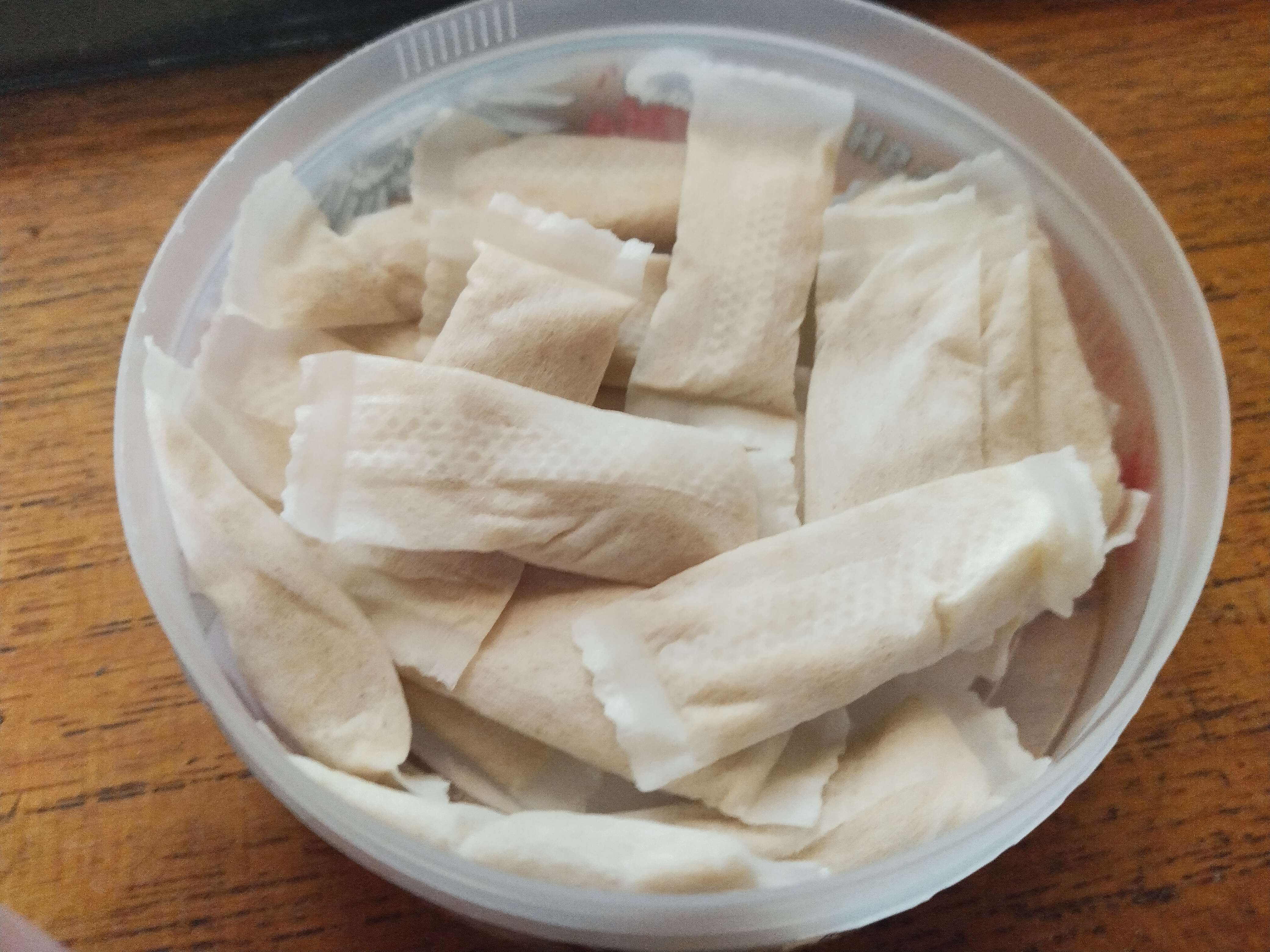
Bolsas de nicotina.

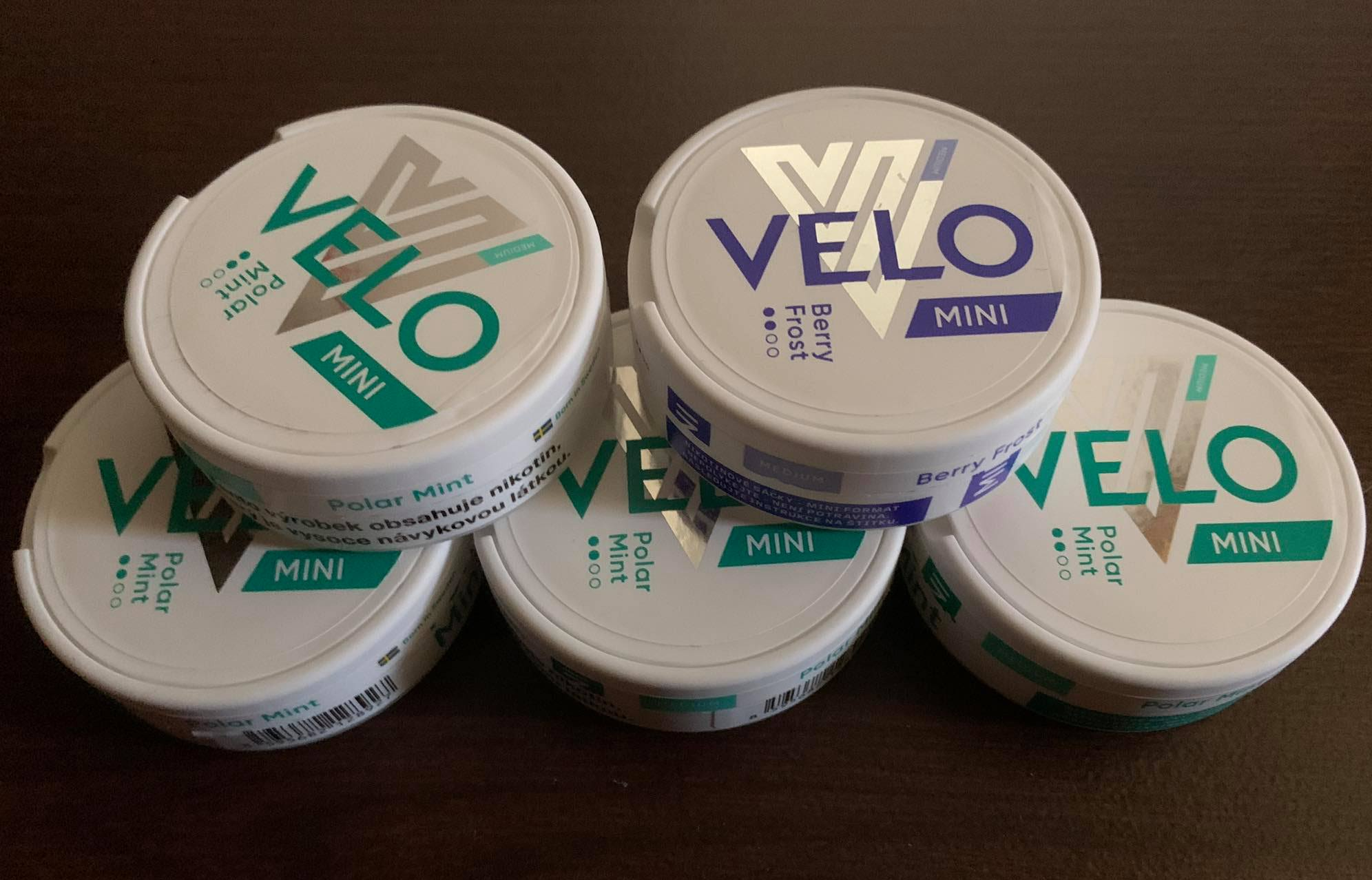
Envases de bolsitas de nicotina

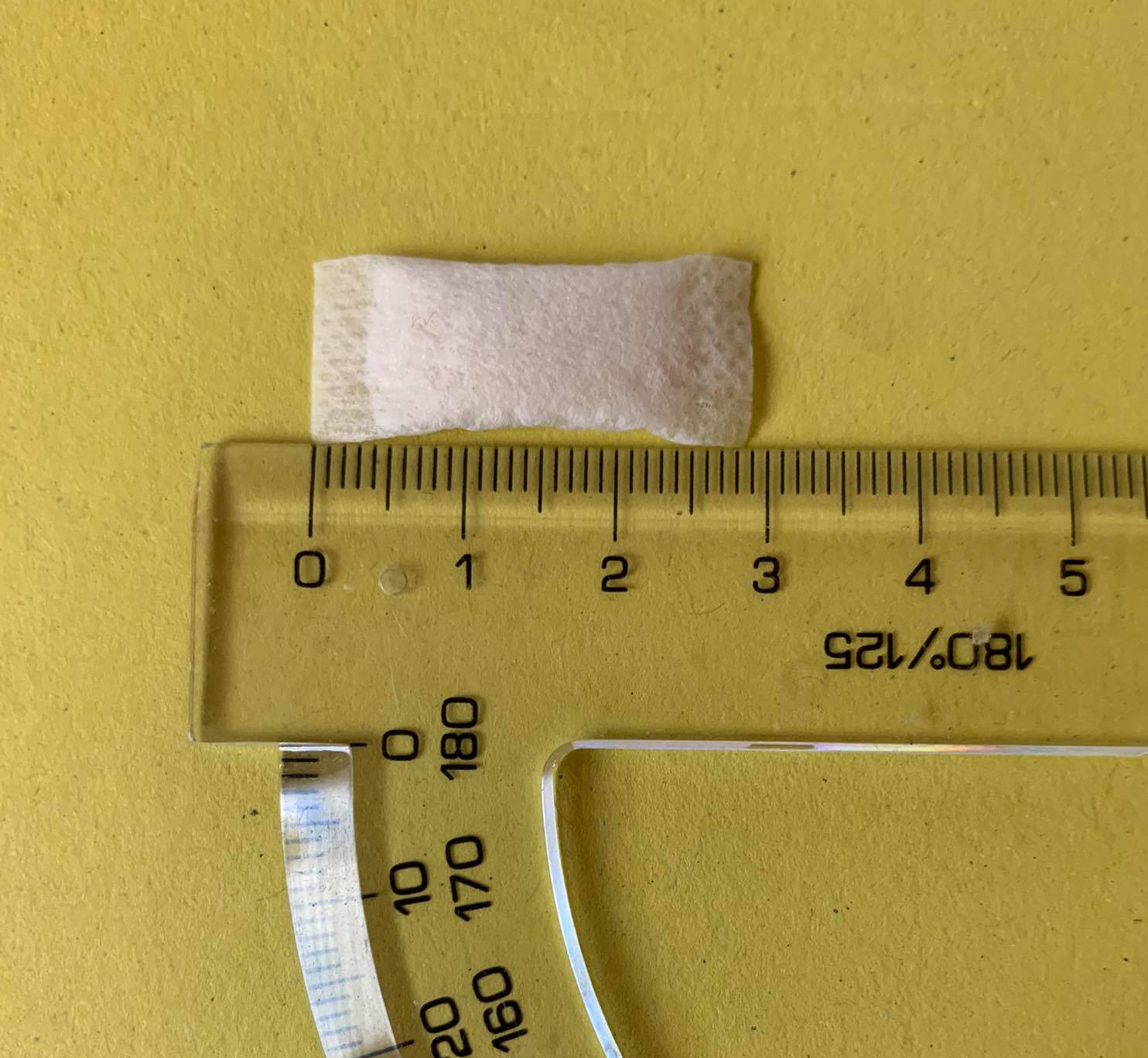
Tamaño de una bolsa de nicotina (en centímetros)

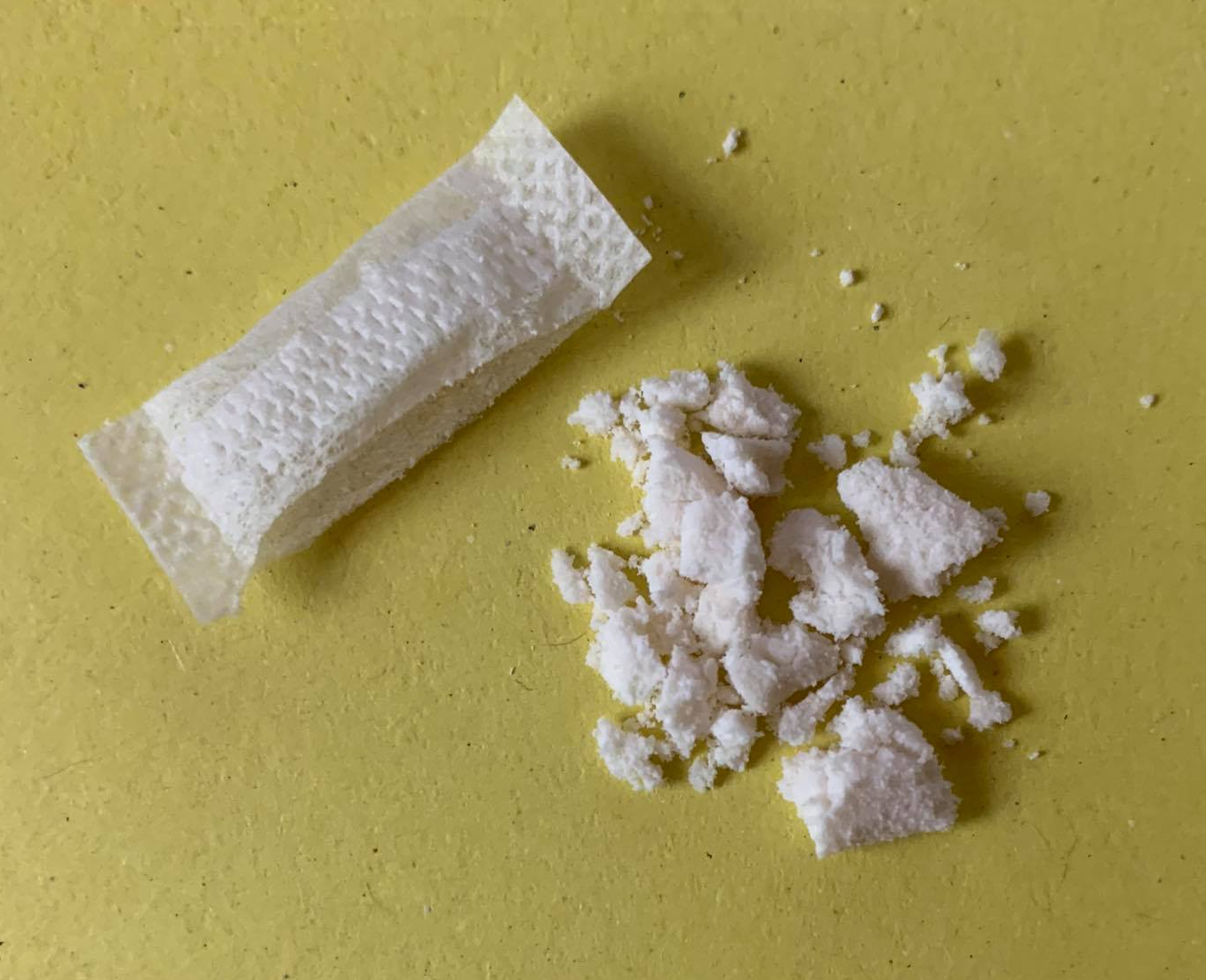
Contenido de una bolsa de nicotina

Las bolsas de nicotina, también llamadas productos modernos de nicotina oral, son bolsas blancas que contienen nicotina, entre otros ingredientes. No incluyen hojas, polvo o tallos de tabaco. La nicotina puede ser derivada de plantas de tabaco o sintética. Las bolsas de nicotina se describen como una versión del snus similar o sin tabaco.
Para usar una bolsa de nicotina, el usuario coloca una bolsa entre el labio y la encía y la deja allí mientras se libera la nicotina y el sabor. Al finalizar, se desecha la bolsa. Algunas marcas tienen un área de almacenamiento en la caja superior donde se pueden guardar las bolsas usadas si no hay un basurero disponible. Las bolsitas pequeñas no son como el tabaco de mascar, ya que el usuario no necesita escupir, ya que el contenido permanece dentro de las bolsitas durante el uso. No hay combustión involucrada durante el uso.
Hay pruebas independientes limitadas sobre componentes, la exposición o los biomarcadores de los efectos de las bolsas de nicotina, aunque en la actualidad estén surgiendo pruebas independientes. Las bolsas se venden en una variedad de sabores . Muchas de las marcas de bolsas de nicotina son fabricadas por grandes compañías tabacaleras (por ejemplo: Philip Morris International comercializa Zyn, British American Tobacco fabrica Lyft y Velo, Imperial Tobacco comercializa Skruf y ZoneX, Japan Tobacco International fabrica Nordic Spirit, Philip Morris International fabrica Shiro y Altria posee el 100% de On!). Entre diciembre de 2020 y abril de 2021, las subsidiarias de Altria cerraron transacciones para adquirir el 20% restante del negocio global de On! por un total de aproximadamente $250 millones.

## Historia de las bolsas de nicotina
Aunque son relativamente nuevas, las bolsas de nicotina comparten similitudes con el snus sueco. El primer producto de bolsa fue desarrollado a principios de 2000 por una pequeña startup, Niconovum. Esta empresa registró el producto en 2008 como reemplazo de nicotina medicinal (Zonnic) con 2 miligramos de nicotina En 2009, RJ Reynolds (ahora British American Tobacco) compró Niconovum. A partir de entonces, las empresas tabacaleras, particularmente Swedish Match, comenzaron a participar activamente en la categoría de las bolsas de nicotina. Muchos de los principales fabricantes de snus de Suecia, como Swedish Match, Skruf y AG Snus, crearon sus propias marcas de bolsas de nicotina (ZYN, Shiro, Swave, etc.) como respuesta directa a la demanda por una opción de nicotina con un uso menos llamativo y sin humo.
Aunque son discretas y no contienen tabaco, se ha identificado que las bolsas de nicotina aún pueden causar, potencialmente, algunos efectos secundarios como: hipo, irritación de las encías, náuseas y dolores de cabeza.
Aún no está claro si las personas fumadoras podrían cambiar a las bolsas de nicotina o continuarían fumando y usando bolsas de nicotina, lo que resultaría en un uso dual. Las bolsas de nicotina pueden costar tanto como un paquete de cigarrillos normales. A diferencia de los productos de vapeo, no requieren baterías ni dispositivos accesorios.
Las bolsas de nicotina podrían atraer tanto a personas jóvenes como a los adultos jóvenes que nunca han fumado porque los productos están disponibles en una variedad de sabores y se pueden usar discretamente.
Farmacias en Noruega, Finlandia, Dinamarca y Suecia, las bolsas de nicotina también se comercializan como mecanismo de administración para la terapia de reemplazo de nicotina. En Noruega, la marca Zonnic está aprobada por la Agencia Noruega de Medicamentos para el abandono de consumo de tabaco.

## Contenido
Además de la nicotina, las bolsas usualmente contienen rellenos de uso alimentario, edulcorantes y saborizantes. El ingrediente principal de las bolsas de nicotina en términos de volumen es la fibra vegetal. Las fibras vegetales se utilizan para rellenar la bolsa y darle la forma, ajuste y propiedades deseadas. Diferentes marcas usan diferentes fibras, pero las más comunes se derivan del eucalipto y pino. Las bolsas de nicotina se comercializan en una variedad de sabores, como menta, cereza negra, café y cítricos, entre muchos otros.
El contenido de nicotina entre las marcas de bolsas de nicotina generalmente oscila entre 1 mg/bolsa a 10 mg/bolsa aunque algunos pueden tener mucho más. Las bolsas de nicotina suelen tener una vida útil más larga que el snus.

## Investigación
Las bolsas de nicotina contienen nicotina química adictiva. La nicotina tiene efectos generalizados en el cuerpo y puede contribuir a algunos trastornos. La nicotina debe evitarse durante el embarazo.
Si bien la nicotina no es cancerígena, de acuerdo a la monografía de la IARC, un artículo de metanálisis realizado por miembros del Tata Memorial Hospital en Mumbai, India, afirma que la nicotina puede ser cancerígena y tiene efectos adversos generalizados en muchos sistemas del cuerpo. Según el Royal College of Physicians (RCP), la nicotina por sí misma, no es una droga altamente peligrosa. RCP también afirma que es poco probable que la nicotina contribuya significativamente a la mortalidad o morbilidad causada por el fumado, y que si la nicotina pudiera administrarse sin combustión, probablemente se podría evitar la mayor parte, o si no todos, los daños del fumado.

## Oposición
Los grupos activistas que se oponen a la introducción de bolsas de nicotina en Kenia han protestado porque pueden aumentar el riesgo de cáncer, enfermedades cardíacas y daños reproductivos o de desarrollo. La Alianza para el Control del Tabaco de Kenia alegó que debido a los niveles más altos de ciertas sustancias químicas tóxicas y a lo que la Administración de Alimentos y Medicamentos de Estados Unidos afirmó como la falta de datos médicos que demuestren que las bolsitas son más seguras que los cigarrillos (como afirmó el fabricante British American Tobacco), el gobierno no debería otorgar licencia al producto.

## Clasificación y comercialización
Las bolsas de nicotina están reguladas de manera diferente alrededor del mundo. En algunos países, como Noruega y Canadá, su venta en tiendas generales está prohibida porque se clasifican como un nuevo producto de nicotina. En otros países, se venden libremente, porque no se clasifican como un producto de tabaco debido a la ausencia de tabaco. Están prohibidos en Alemania; pero disponibles en Suecia. Aunque las bolsas de nicotina no están fuertemente reguladas en la Unión Europea, algunas características regulatorias se encuentran bajo el Reglamento CLP de la Unión Europea (EC) 1272/2008.
Se supone que las bolsas de nicotina se clasifican como productos de tabaco en los Estados Unidos porque contienen nicotina obtenida del tabaco .
Las bolsas de nicotina sin tabaco estuvieron a la venta en Noruega desde 2014 hasta 2018, bajo el nombre de Epok. En junio de 2018, la Dirección de Salud de Noruega obligó a British American Tobacco de Noruega a retirar la marca Epok de la venta. La Dirección de Salud de Noruega argumentó que dado que Epok no contenía tabaco, se consideraba una nueva forma de producto de nicotina, distinta de las otras formas de snus aprobadas en Noruega. La aprobación para la marca de bolsas de nicotina ZYN ya había sido rechazada dos veces por ser un producto muy similar. A pocos días de su prohibición, Epok fue reintroducida en el mercado noruego, con una pequeña cantidad de tabaco blanqueado añadido, para calificar como snus, una forma de producto de nicotina ya aprobada. A partir de julio de 2022, las tiendas de comestibles noruegas todavía venden Epok.
En Canadá, la nicotina es considerada un medicamento recetado, por lo tanto, las importaciones para uso personal de productos de nicotina están prohibidas. Existen excepciones para quienes son profesionales de la salud o médicos, fabricantes de medicamentos, farmacéuticos mayoristas, farmacéuticos o residentes de un país extranjero mientras están de visita en Canadá.
En Finlandia, hasta abril del 2023, las bolsas de nicotina estaban catalogadas como uso medicinal. La Agencia de Medicinas Finlandesa (FIMEA por sus siglas en inglés) afirmó que las bolsas de nicotina no pueden ser clasificadas automáticamente como productos medicinales a menos que estén específicamente comercializadas con un propósito medicinal o se pueda demostrar de alguna otra manera que se utilizan típicamente como productos medicinales.